# DSA-641
La DSA-641 es una carretera perteneciente a la Red Secundaria de la Diputación Provincial de Salamanca que une la  SA-810  con la localidad de Huerta.

## Origen y Destino
La carretera  DSA-641  tiene su origen en Huerta en la intersección con la carretera  SA-810 , y termina en el casco urbano de Huerta, formando parte de la Red de carreteras de Salamanca.